# 최영자 (테니스인)
최영자(崔榮子, 1975년 5월 30일~)는 대한민국의 전직 테니스 선수이자 테니스 감독이다. 대한민국 국가대표로 2002년 아시안게임 여자 복식 금메달과 단체전 동메달을 획득했었다.